# Дети блокады (фильм)
«Дети блокады»  — многосерийный документальный фильм режиссёра Аллы Чикичевой, рассказывающий о жизни детей в условиях блокадного Ленинграда.

## Сюжет
Рассказывая о своем детстве, о быте своей семьи, о школе и дворе, о детском восприятии «взрослых» вещей герои повествуют о жизни города, объятого большой бедой, о силе духа и неутолимой жажде жизни.
Каждая серия посвящена одному герою. В заключительном, полнометражном фильме, истории героев складываются в единую мозаику, дополняют друг друга. Из каждой серии фильма зрители узнают, кем стал ребёнок блокады, каково его призвание, и какой дар получила страна благодаря тому, что один маленький человек дожил до ДНЯ ПОБЕДЫ. 

## Герои фильма
- Зоя Виноградова — народная артистка России
- Валентин Гаврилов — заслуженный архитектор России
- Глеб Богомолов — художник
- Александр Городницкий — поэт, автор песен, геофизик, академик РАЕН
- Иван Краско — народный артист России
- Людмила Вербицкая — президент Санкт-Петербургского государственного университета

## Съёмочная группа
- Авторы сценария: Светлана Косых, Алла Чикичева
- Режиссёр-постановщик: Алла Чикичева
- Оператор-постановщик: Дмитрий Фролов
- Режиссер монтажа: Валерий Щедринский
- Директор: Алена Брунец

## Награды
- «Золотое перо-2007» Светлана Косых, Алла Чикичева в номинации "Лучшая телевизионная публицистическая/документальная программа"[1][2]
- Финалист национальной премии «ТЭФИ-2008» сразу в двух номинациях - «Лучший документальный сериал» и «Лучшая операторская работа»
- «ТЭФИ-2008» Дмитрий Фролов в номинации «Лучший оператор телевизионного документального фильма / сериала» [3] [4]